# AS Magenta
AS Magenta là một câu lạc bộ bóng đá Nouvelle-Calédonie đang thi đấu ở cấp độ cao nhất. Đội bóng đến từ Nouméa và có sân nhà là Stade Numa-Daly Magenta.

## Lịch sử
Ban đầu được gọi với tên Nickel Nouméa Sports Association (Nouméa ASLN), câu lạc bộ trải nghiệm giai đoạn vinh quang đầu tiên vào cuối thập niên 1960 vào thập niên 1970. Đội bóng vô địch Cúp bóng đá Nouvelle-Calédonie trong 4 năm liên tiếp từ 1969 đến 1972, sau đó là chức vô địch năm 1975, và cũng là á quân các năm 1968, 1974, 1976 và 1977.
Dưới tên gọi mới A.S. Magenta, câu lạc bộ dần trở về thời kì bóng đá Nouvelle-Calédonie  đầu thập niên 1990. Vào chung kết nhưng thất bại năm 1991, đội bóng lại vô địch năm 1996, sau đó là một chuỗi 6 chức vô địch liên tiếp từ 2000 đến 2005, và trở thành đội bóng thành công nhất giải đấu.
AS Magenta giành chức vô địch quốc gia các năm 2003, 2004 và 2005. ASM cũng giành chức vô địch Cúp bóng đá Hải ngoại khi đánh bại AS Pirae năm 2003 (2–2 ở lượt đi, 2–2 ở lượt về, 4–3 sau loạt sút luân lưu).
Ở mùa giải 2005 của AS Magenta, ngoài việc giành chức vô địch giải cúp và giải quốc gia của Nouvelle-Calédonie, họ còn vào chung kết Giải bóng đá vô địch các câu lạc bộ châu Đại Dương tháng 6 năm 2005 sau khi đứng nhất ở Bảng B. Tuy nhiên, đội bóng đến từ Nouvelle-Calédonie phải chịu thất bại trước đội bóng của Australia là Sydney FC (0–2).
Mùa giải 2006 là mùa giải không thành công đối với AS Magenta. Ngoài việc bị loại trước trận chung kết Giải bóng đá vô địch các câu lạc bộ châu Đại Dương, câu lạc bộ cũng không giành được chức vô địch của Nouvelle-Calédonie lần đầu tiên trong 4 năm, và cuối cùng là không đoạt được Cúp bóng đá Nouvelle-Calédonie lần đầu tiên kể từ năm 1999.
Mùa giải 2007, dưới sự huấn luyện của cựu cầu thủ André Bodji, đội bóng giành chức vô địch quốc gia ba năm liên tiếp. Theo sau chức vô địch năm 2010, đội bóng tham gia Cúp bóng đá Pháp 2010–11, trở thành đội bóng Nouvelle-Calédonie đầu tiên vượt qua vòng Bảy của giai đoạn vòng loại, trước khi bị đánh bại ở vòng Tám bởi đối thủ Paris FC (4–0).
Vào tháng 11 năm 2014, câu lạc bộ giành chức vô địch Cúp bóng đá Nouvelle-Calédonie  lần thứ 9, sau khi đánh bại kình địch AS Lössi 3–1, giành một suất tham gia vòng Bảy của Cúp bóng đá Pháp.

## Thành tích
- Giải bóng đá hạng nhất quốc gia Nouvelle-Calédonie: 11

2002–03, 2003–04, 2004–05, 2007–08, 2008–09, 2009, 2012, 2014, 2015, 2016, 2018
- Cúp bóng đá Nouvelle-Calédonie: 16

1969, 1970, 1971, 1972, 1975, 1996, 2000, 2001, 2002, 2002–03, 2003–04, 2004–05, 2010, 2014, 2015, 2016, 2018
- Cúp Lãnh thổ Hải ngoại Pháp ở Thái Bình Dương: 2

2002–03, 2004–05

## Câu lạc bộ ở bóng đá Pháp
- Cúp bóng đá Pháp: 8 lần tham gia

1994–95, 2000–01, 2001–02, 2002–03, 2003–04, 2004–05, 2005–06, 2010–11, 2013–2014, 2023

## Đội hình hiện tại
Đội hình thi đấu Giải bóng đá vô địch các câu lạc bộ châu Đại Dương 2013–14:
Ghi chú: Quốc kỳ chỉ đội tuyển quốc gia được xác định rõ trong điều lệ tư cách FIFA. Các cầu thủ có thể giữ hơn một quốc tịch ngoài FIFA.
| Số | VT | Quốc gia           | Cầu thủ            |
| -- | -- | ------------------ | ------------------ |
| 1  | TM | Nouvelle-Calédonie | Jelen Ixoee        |
| 2  | HV | Nouvelle-Calédonie | Jean Jewine        |
| 3  | HV | Nouvelle-Calédonie | Pierrot Jelewed    |
| 4  | HV | Nouvelle-Calédonie | Loic Wakanumune    |
| 5  | HV | Nouvelle-Calédonie | Ludovic Wakanumune |
| 6  | TV | Nouvelle-Calédonie | Cedrick Sansot     |
| 7  | TV | Nouvelle-Calédonie | Noël Kaudré        |
| 8  | TĐ | Nouvelle-Calédonie | Paul Poatinda      |
| 9  | TĐ | Vanuatu            | Bill Nicholls      |
| 10 | TV | Nouvelle-Calédonie | Pierre Wajoka      |
| 11 | TĐ | Nouvelle-Calédonie | Bertrand Kai       |
| 12 | TV | Nouvelle-Calédonie | Joris Gorendiawe   |
| 13 | HV | Nouvelle-Calédonie | Jeremie Dokunengo  |
| 14 | TĐ | Nouvelle-Calédonie | Kalaje Gnipate     |
| 15 | TV | Nouvelle-Calédonie | Olivier Dokunengo  |

| Số | VT | Quốc gia           | Cầu thủ                 |
| -- | -- | ------------------ | ----------------------- |
| 16 | HV | Nouvelle-Calédonie | Jean Paul Read          |
| 17 | HV | Nouvelle-Calédonie | Leopold Makalu          |
| 18 | TĐ | Nouvelle-Calédonie | Michel Hmae             |
| 19 | TV | Nouvelle-Calédonie | Jordy Xalite            |
| 20 | HV | Nouvelle-Calédonie | Wilson Forest           |
| 21 | HV | Nouvelle-Calédonie | Jean-Patrick Wakanumune |
| 22 | TV | Nouvelle-Calédonie | Benjamin Bernard-Herve  |
| 23 | HV | Nouvelle-Calédonie | Jean-Brice Wadriako     |
| 24 | HV | Nouvelle-Calédonie | Jonathan Kakou          |
| 25 | TĐ | Nouvelle-Calédonie | Kevin Hmepone Mawea     |
| 26 | TV | Nouvelle-Calédonie | Willy Waheo             |
| 27 | TĐ | Nouvelle-Calédonie | Emmanuel Hmaen          |
| 28 | TV | Nouvelle-Calédonie | Jean-Xavier Wakanumune  |
| 29 | TM | Nouvelle-Calédonie | Pierre Waboula          |
| 30 | TM | Nouvelle-Calédonie | Leon Ixoee              |

### Nhân sự
| Vị trí                 | Tên              |
| Huấn luyện viên        | Alain Moizan     |
| Bác sĩ vật lý trị liệu | John Wadrobert   |
| Bác sĩ                 | Stéphane Campana |
| Quản lý                | Pascal Uichi     |
| Quản lý truyền thông   | Pascal Uichi     |

## Thành tích ở các giải đấu OFC
- Giải bóng đá vô địch các câu lạc bộ châu Đại Dương: 2 lần tham gia

Thành tích tốt nhất: thứ 3 ở Bảng A năm 2010
2010: thứ 3 ở Bảng A
2011: thứ 3 ở Bảng B
- Oceania Club Championship: 2 lần tham gia

2004–05: 2nd Place – thua Sydney FC  2 – 0 (stage 4 of 4)
2006: Vòng Một – Bảng B – 4th place – 3 điểm (stage 2 of 4)